# ذاكرة لاإرادية
الذاكرة اللاإرادية هي الحفظ والتخزين والاستدعاء التي لا ينظمها برنامج أو غرض معين. يحدث الحفظ دون جهود إرادية من الجانب الشخصي، ولا يستخدم الشخص أي آليات وتقنيات تحفيظ. يتذكر الشخص لا إرادياً، علاوة على ذلك ، لا يمكنه إعادة إنتاج كل ما يحدث له ولكن فقط بعض الأجزاء المنفصلة. هناك أسباب لتذكر معلومة واحدة وعدم تذكر أخرى. نسيان بعض المعلومات ، المحفوظة نتيجة مظاهر الذاكرة اللاإرادية ، هو أيضًا انتقائي.
الذاكرة اللاإرادية، والمعروفة أيضًا باسم الذاكرة الصريحة اللاإرادية، والذاكرة الواعية اللاإرادية، والذاكرة الواعية اللاإرادية، ولحظة مادلين، ومضات العقل  والأكثر شيوعًا، ذاكرة السيرة الذاتية اللاإرادية، هي مكون فرعي للذاكرة يحدث عندما تستدعي الإشارات التي تصادفها في الحياة اليومية ذكريات الماضي دون جهد واعي. تتميز الذاكرة الطوعية، نقيضها الثنائي، بجهد متعمد لتذكر الماضي.
معلومات اخرى

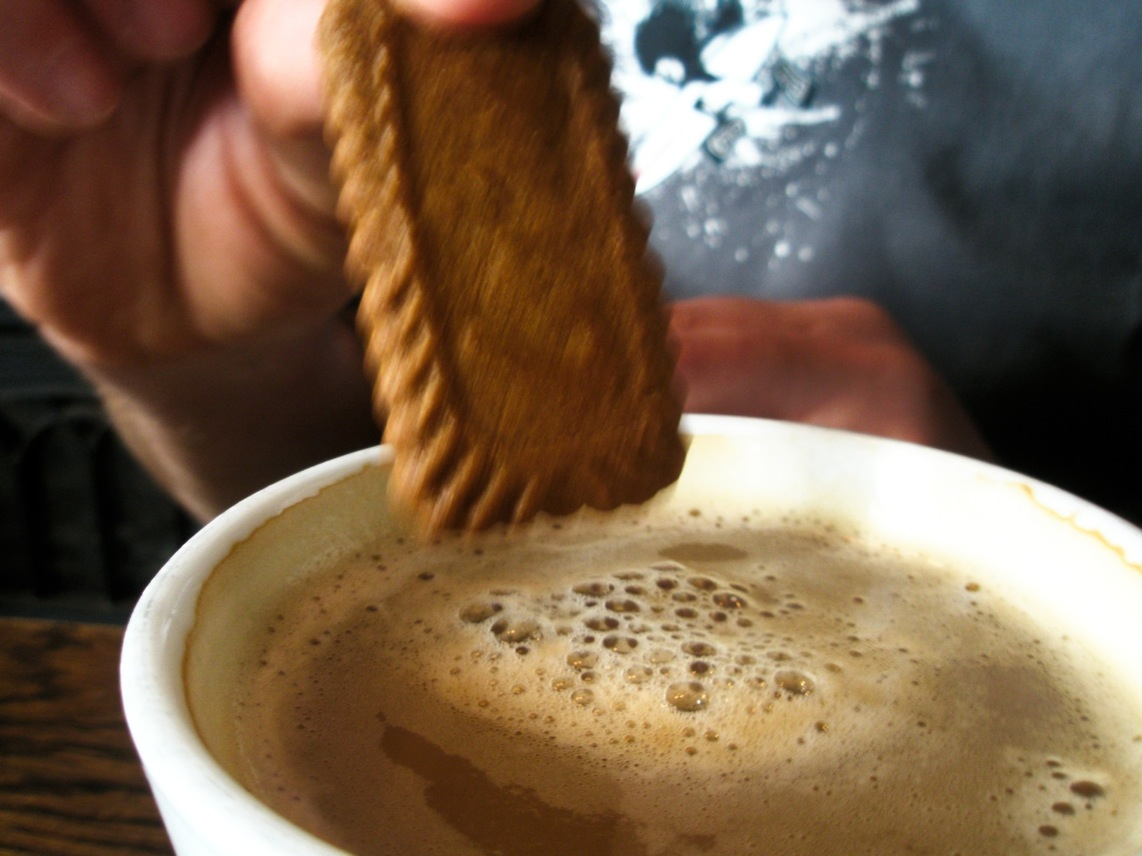
أحد الأمثلة الشهيرة للذاكرة اللاإرادية هو عندما يتذكر مارسيل بروست طفولته من خلال طعم كعكة مادلين مغموسة في الشاي في كتابه البحث عن الوقت الضائع.

يقدم علماء النفس خلفية عن الذاكرة اللاإرادية ويناقشون المفاهيم الموجودة فيها من خلال تحديد الذاكرة اللاإرادية بأنها المهمة الأولى للعمليات، التي تحاول مراجعة وتقديم البحث عن موضوع محدد، بحيث وصفت الذاكرة اللاإرادية بأنها حالات تتبادر فيها الذكريات إلى الذهن بشكل عفوي وغير مقصود وتلقائي وبدون جهد، ومع ذلك لا ينبغي الخلط بينها وبين الذاكرة الضمنية.
يبدو أن هناك ثلاث حالات مختلفة للذاكرة اللاإرادية في علم النفس وتتمثل في تلك التي تحدث في الحياة العقلية اليومية، وتلك التي تحدث أثناء عملية السحب الطوعي أو الاسترداد غير الطوعي، وتلك التي تحدث كجزء من متلازمة نفسية.
يناقش العديد من علماء النفس والباحثين بإيجاز أسئلة البحث النفسي والإجابات حول الذاكرة اللاإرادية في علم النفس والتي تتضمن وجود أسئلة التنشيط وأسئلة مصادر الجديلة وأسئلة وعبارات حول استنباط خصائص الإشارات، مع وجود تواتر الحدوث والحالة العقلية التي ترتبط بها.
ترتبط الذاكرة اللاإرادية في علم النفس في العديد من المفاهيم النفسية والتي تتضمن الاختيار والتهيئة ووجود عمليات معرفية خاصة بالتنشيط بالسلاسل ووجود مفاهيم الاسترجاع، والمفاهيم الخاصة بمرحلة الشيخوخة، مع التمييز بين كل من الذاكرة اللاإرادية مقابل الذاكرة الإرادية ومفاهيم خاصة بالذكريات المؤلمة ولا إرادية.

## أسباب الحفظ اللاإرادي
الذاكرة اللاإرادية وشبه الحاجة
يمكننا ملاحظة أنماط الحفظ اللاإرادي عندما ينقطع نشاطنا بشكل غير متوقع بالنسبة لنا. إذا تم استيعاب شخص ما في حل مهمة ما ، فعند توقف نشاطه ، هناك احتمال كبير أن يتم تذكر هذا النشاط بشكل لا إرادي ، وأفضل من النشاط الذي تم إكماله.
أي فعل يجب أن يكون سببه حاجة بشرية معينة. يحدث فعل الشخص بسبب بعض التوتر ، ويسعى الشخص لإكمال هذا الإجراء. يتوافق هذا التوتر مع تحقيق بعض الحاجة ( شبه الحاجة ). عندما يكمل الشخص إجراءً ما ، يتم تفريغ التوتر ، ويتوقف الشخص عن السعي لأداء العمل. ومع ذلك ، إذا لم يتم تنفيذ الإجراء ولم يتم تفريغ الجهد ، فسيظل الميل لأداء الإجراء. وإذا استمر الاتجاه ، فيجب أن يظل الإجراء في ذاكرة الشخص. من الواضح أن الميل بمعنى ما هو إحدى آليات الذاكرة. هي التي تمنع نسيان الفعل.
وبالتالي ، فإن جهد الطلب يؤثر على عمل الذاكرة. تمت دراسة هذه الظاهرة من قبل B.V. Zeigarnik و G.V.Birenbaum في إطار التوجيه النظري لمدرسة K. Levin .
الذاكرة والنشاط اللاإرادي
لا يتم تحديد الحفظ اللاإرادي فقط من خلال المنبهات التي تعمل على الحواس. الحفظ اللاإرادي ليس بصمة بسيطة للواقع. يرتبط الحفظ اللاإرادي بالتحفيز والنشاط. يعكس محتوى الذاكرة النشاط الذي قام به الشخص.
وهذا ما تؤكده الدراسات التجريبية التي أجراها P. I. Zinchenko و A. A. A. Smirnov.
أجرى PI Zinchenko التجارب التالية. تم منح الموضوعات 15 بطاقة مع صورة الموضوع. يمكن تجميع 12 بطاقة في 4 مجموعات. كانت 3 بطاقات ذات محتوى مختلف. بالإضافة إلى ذلك ، تم كتابة رقم على كل بطاقة. كل الأرقام مختلفة. أجريت تجربتين. في التجربة الأولى ، أجرى الأشخاص نشاطًا معينًا في تصنيف الكائنات المصورة في الصور. بعد الانتهاء من النشاط ، طُلب منهم تسمية الأشياء والأرقام. في التجربة الثانية ، قام الأشخاص ، على العكس من ذلك ، بتنفيذ نشاط الترتيب بالترتيب الصحيح مع الأرقام. عند تسمية الأشياء والأرقام ، كان من الواضح أن تلك الأشياء التي تم توجيه النشاط إليها يتم تذكرها بشكل لا إرادي بشكل أفضل.
أجرى سميرنوف دراسة أخرى. طلب من الأشخاص أن يصفوا كيف بدأوا العمل. كان على الأشخاص إخبار ذلك بأكبر قدر ممكن من الدقة ، مع إعطاء أصغر التفاصيل. واتضح أن الموضوعات أشارت بشكل أساسي إلى المعلومات المتعلقة بالأنشطة المرتبطة بالوصول في الوقت المحدد إلى مكان العمل. في تقاريرهم ، أشارت الموضوعات في أغلب الأحيان إلى أفعالهم لتحقيق الهدف وما منعهم من تحقيقه. في هذه التجربة ، تبين أن "أهم شرط في الحفظ .. كان المسار الرئيسي لأنشطة الأشخاص ، .. والدوافع التي وجهتهم في أنشطتهم". [1]
نسيان الانطباعات والنوايا
قد يتم إخراج بعض المعلومات من الذاكرة اللاإرادية. يثير القمع عدم القدرة على تحقيق هذه المعلومات في العقل. يرتبط القمع بالدافع لتجنب ما هو غير سار. يمكن قمع المعلومات غير السارة بحد ذاتها ، ولكن يمكن أيضًا أن تكون هي المرتبطة بها. علاوة على ذلك ، لا يعني القمع خسارة كاملة للمعلومات. مع هذا النسيان ، يكون اللاوعي متورطًا ، لذلك ، من أجل تذكر المعلومات ، من الضروري أن تكون مدركًا للدوافع اللاواعية التي تحفز قمعه.
كما كتب Z. Freud ، تختلف محتويات ذاكرة شخصين سافروا معًا ، وتبادلوا الذكريات بعد ذلك ، اختلافًا كبيرًا. شروط كل مسافر متساوية ، لكن المسافرين أنفسهم أشخاص مختلفون ، لذلك يمكن اكتشاف بعض أنماط الذاكرة اللاإرادية عند دراسة ارتباطها بشخصية الشخص ودوافعه. حالة أخرى عندما تظهر أنماط الذاكرة اللاإرادية هي نسيان الانطباعات والنوايا. فيما يتعلق بنسيان النوايا ، كتب فرويد أنه "... عندما تُنسى النوايا ، هناك مجموعة معينة من الانطباعات المتاحة ، والعناصر الفردية لكل انطباع أو تجربة" [2] .
وفقًا لفرويد ، يتم تحديد هذا الاختيار من خلال وجود دافع معين ، على وجه الخصوص ، تستند الحالات التي وصفها إلى دافع الإحجام. يؤدي الإحجام عن فعل أي شيء إلى نسيان النية. يأتي الإحجام عن عدم الرغبة في الشعور بعدم الراحة. هذا لا ينطبق فقط على نسيان النوايا. يكتب فرويد عن نسيان الانطباعات والمعرفة: "... يُنسى الكثير لأسباب تكمن في حد ذاتها ، وحيث يكون ذلك مستحيلًا ، فإن نزعة النبذ تحرك هدفها وتزيل من ذاكرتنا شيئًا آخر على الأقل ، ليس مهمًا جدًا ، ولكن في الارتباط الترابطي مع ما أدى في الواقع إلى الرفض " [3] .
يرتبط محتوى الذاكرة ارتباطًا وثيقًا بالتحفيز. قد تكون بعض المعلومات مزعجة للغاية بالنسبة لنا ، وقد ترتبط بها التجارب غير السارة أو حتى الصادمة (انظر أيضًا إعادة التجربة النفسية المرضية ). حقيقة مثيرة للاهتمام هي أنه لا يمكن نسيان المعلومات غير السارة نفسها ، ولكن المعلومات المرتبطة بها. يعطي فرويد مثالاً عن الكيفية التي وعد بها بشراء صندوق لامرأة ، لكنه لم يتذكر مكان المتجر. اتضح أن المتجر لم يكن بعيدًا عن المكان الذي يعيش فيه الأشخاص الذين كانت علاقة فرويد سيئة معهم. في هذا المثال ، نرى أن النسيان لم يمس أكثر المعلومات غير السارة ، بل المعلومات المرتبطة به. كان الارتباط في هذه الحالة بسبب القرب المكاني.
يمكن أن يحدث نسيان النية بسبب اصطدام دافعين. عندما ينوي الشخص القيام بشيء ما ، فإنه يدرك أنه يجب عليه فعل شيء ما بعد فترة. لا يجوز لأي شخص أن يوافق على ما شرع في القيام به ، حتى دون أن يدرك ذلك. هناك تضارب في الشعور بأن على الشخص القيام بشيء ما والتقييم الداخلي لهذا النشاط. ثم يمكن نسيان النية وهذا على الأرجح سيحدث بالضبط عندما يكون هناك وقت لتنفيذه. وتجدر الإشارة إلى أنه يمكن نسيان النوايا ليس فقط في حالة الاصطدام المباشر للشعور بالواجب والتقييم السلبي للنشاط القادم ، ولكن أيضًا نتيجة لوجود علاقة ارتباطية بين النية وشيء مهم وغير سارة لا علاقة لها بهذه النية.
ملحوظات

## الذاكرة اللاإرادية و الاستدعاء
يبدو أن هناك ثلاثة سياقات مختلفة على الأقل تنشأ فيها الذاكرة اللاإرادية، كما وصفها JH Mace في كتابه Involuntary Memory. وهي تشمل:
- تلك التي تحدث في الحياة اليومية
- وتلك التي تحدث أثناء عمليات الاستدعاء الطوعي وغير الطوعي
- وتلك التي تحدث كجزء من متلازمة نفسية.

### شظايا ثمينة
وتشمل هذه الذكريات اللاإرادية عند ظهورها في الوظائف العقلية اليومية، والتي تشمل الأحداث الأكثر شيوعًا. يتميزون بعنصر المفاجأة، حيث يبدو أنهم يأتون إلى الإدراك الواعي تلقائيًا. إنها نتاج تجارب يومية مشتركة مثل تناول قطعة من الكعكة، وتذكر تجربة سابقة أثارها التذوق. تشير الأبحاث إلى أن مثل هذه التجارب قوية ومتكررة بشكل خاص فيما يتعلق بحاسة الشم لدى المرء. مصطلح «شظايا ثمينة» صاغته ماريجولد لينتون، وهي رائدة في دراسة أبحاث الذاكرة الذاتية. ينعكس هذا، على سبيل المثال، في تجربة بروست في التذكر، عند غمس كعكة مادلين في الشاي الخاص به في مرحلة البلوغ، ذكرى من الطفولة حدثت أثناء تناول كعكات مادلين مغموسة في الشاي.

### المنتجات الثانوية لذكريات أخرى
هذه أقل شيوعًا، ويبدو أنها نتيجة الاسترداد الطوعي / غير الطوعي. سمة من سمات مثل هذه الأحداث هي التأثير المحفز لذلك، حيث تؤدي ذاكرة لا إرادية إلى ذاكرة أخرى وهكذا. مرة أخرى، تصف لينتون تجربتها الخاصة مع ذكريات مثل «الخروج غير المحظور في بعض الأحيان عندما يكون عقلي صامتًا، ولكن أيضًا كنتاج ثانوي للبحث عن معلومات أخرى». سمي مايس هذه «سلاسل الذاكرة اللاإرادية»، مشيرًا إلى أنها نتاج نشر التنشيط في نظام ذاكرة السيرة الذاتية. يتم اختبار عمليات الاسترجاع غير الطوعي هذه عندما تكون عمليات التنشيط قوية أو ذات صلة بما يكفي للنشاط المعرفي الحالي بحيث تصل إلى الوعي. وفقًا لمايس، يشير هذا إلى أن ذكريات السيرة الذاتية منظمة بشكل أساسي من الناحية المفاهيمية («مفاهيم النوع التجريبي: الأشخاص والأماكن والمواقع والأنشطة، إلخ»)، بينما لا يتم الاحتفاظ بالارتباطات الزمنية مع مرور الوقت بالطريقة نفسها.

### شظايا ليست ثمينة جدا
أخيرًا، تنشأ بعض الذكريات اللاإرادية من تجارب الصادمة، وبالتالي فهي نادرة إلى حد ما مقارنة بالذكريات اللاإرادية الأخرى. يصفهم الأشخاص بأنهم ذكريات بارزة ومتكررة للأحداث الصادمة. الطبيعة المزعجة لمثل هذه الذكريات تجعل هذه الأحداث مهمة للباحثين السريريين في دراساتهم عن المتلازمات النفسية مثل اضطراب ما بعد الصدمة. وجد بعض الباحثين أن الذكريات اللاإرادية تميل إلى أن تكون أكثر حدة عاطفية وأقل مركزية في قصة الحياة من الذكريات الطوعية. ومع ذلك، تظهر إحدى الدراسات أيضًا أن الذكريات اللاإرادية المتكررة بعد الصدمة يمكن تفسيرها بالآليات العامة لذاكرة السيرة الذاتية، وتميل إلى عدم الظهور في شكل ثابت وغير قابل للتغيير. يشير هذا إلى أن علماء النفس قد يكونون قادرين على تطوير طرق لمساعدة الأفراد على التعامل مع الذكريات اللاإرادية المؤلمة.

## الآثار المترتبة على مرضى الخرف
تشير الأبحاث الإضافية حول الطبيعة التلقائية [8] للاسترجاع غير الطوعي إلى أنها قد لا تتطلب إدخال ذاكرة عاملة. [9] وبالتالي ، يفترض أحد التقارير أن مرضى الخرف ربما لا يزال لديهم ذكريات سيرة ذاتية ثمينة لا يمكن الوصول إليها حتى "تطلقها المحفزات المناسبة" ، مما يحفز على إمكانية تدريب مقدمي الرعاية على إعادة تنشيط هذه الذكريات لاستنباط تأثيرات عاطفية إيجابية والحفاظ على قصص حياة المرضى والشعور بالهوية. [9] هناك حاجة إلى مزيد من البحث التجريبي ، ولكن هذه البصيرة تبدأ طريقًا مفعمًا بالأمل في تحسين رعاية الخرف.

## الأبحاث الحالية

### تسلسل
إحدى الأفكار التي أصبحت موضوعاً يُدرس حول الذاكرة اللاإرادية هي التسلسل، مما يعني أن الذكريات اللاإرادية تشغل أو تثير الذكريات اللاإرادية الاخرى ذات صلة. عادةً، يُعتقد أنها محتويات الذكريات اللاإرادية مربطة ببعضها البعض، مما يتسبب في تأثير التسلسل.
في دراسات يومية أجراها جون ماس (John H. Mace)، أفاد المُشاركون أن في كثير من الأحيان، عندما تظهر ذاكرة لا إرادية، فإنها تُشغل سلسلة من الذكريات اللاإرادية الأخرى بسرعة. تم التعرف على هذه المعلومات كمصدر إشاري للذكريات اللاإرادية.
في عمل برنشتاين، تم ايضاً تطبيق الطريقة المُذكرة في دراسة تسلسل الذاكرة اللاإرادية. كانت الفرضية الرئيسية هي أن التسلسل سيحدث أيضاً في مهام ذاكرة السيرة الذاتية. كما طُلِبَ من المشاركين الإبلاغ عن وجود أي ذكريات لا إرادية أثناء أداء مهمة ذاكرة السيرة الذاتية. أظهرت النتائج أن المشاركين قد عانوا من استدعاء الذاكرة اللاإرادية عندما كانوا يتذكرون الماضي عمداً (المعروف أيضاً بإسم الذاكرة التطوعية)، مما يعني أن إنتاج الذاكرة اللاإرادية تحدث كنتيجة للتسلسل من الذاكرة التطوعية أو الإسترجاع المتعمد للماضي.

### فتيلة
هناك سؤال شائع في دراسة الذاكرة اللاإرادية يتعلق بالتهيئة ؛ ما الذي ينشط مثل هذه الذاكرة ؟ أجريت دراسات مختلفة في السنوات الأخيرة لمراقبة الظروف التي يتم فيها تجهيز الذكريات اللاإرادية.
أراد ميس، في إحدى دراساته الحديثة، اختبار فكرة أن الأنشطة المعرفية الأساسية، مثل التفكير في الماضي، قد تعطي ذكريات لا إرادية. لاختبار هذه الفكرة، أعدت Mace دراسة طريقة اليوميات حيث سجل المشاركون ذكريات لا إرادية عاشوها خلال فترة أسبوعين، في مذكرات. خلال فترة الأسبوعين هذه، اضطر المشاركون أيضًا إلى القدوم إلى المختبر على فترات، وتم تعليمهم بسحب الذكريات من فترات حياة معينة (على سبيل المثال، المدرسة الثانوية، السنوات الخمس الأولى من الزواج). بعد ذلك، وجدت مقارنة ذكرياتهم اللاإرادية بحالة تحكم أن عددًا كبيرًا من ذكرياتهم اللاإرادية تتعلق بالفترة الزمنية التي طُلب منهم تذكرها. تشير مثل هذه النتائج إلى أن الذكريات غير الطوعية قد تكون مهيأة حتى لأبسط المهام المعرفية - أي تذكير الماضي واستذكاره.

## دراسات عصبية
كانت الدراسات البحثية المتعلقة بالوظائف العصبية للذاكرة اللاإرادية قليلة العدد. حتى الآن، تم إجراء دراستين فقط للتصوير العصبي لمقارنة الذكريات اللاإرادية بالذكريات الطوعية باستخدام التصوير المقطعي بالإصدار البوزيتروني (PET).

### الدراسة الاولى
وجدت الدراسة الأولى أنه في حين أن استرجاع الذاكرة غير الطوعي يتم بوساطة الحصين، وهو بنية في الدماغ معروفة بأنها مرتبطة باستعادة الذاكرة العرضية الناجحة، فإن مشاركة الحصين كانت مستقلة فيما إذا كان التذكر متعمدًا أم لا. يعتقد الباحثون أن هذا يشير إلى أن الذكريات اللاإرادية قد تعكس «التلقائية النسبية» للاسترجاع بوساطة الحصين. ومع ذلك، تركز أبحاثهم بشكل أساسي على تحديد المجالات والوظائف التي ينطوي عليها الاسترجاع المتعمد. كان النشاط في قشرة الفص الجبهي الإنسي/الجانبي وقشرة الفص الجبهي الأيمن غير حساسة لعمق الترميز، ولكنه كان تنوع اعتمادًا على قصد الاسترجاع. وقد انخرطت هذه المجالات بشكل متزايد أثناء الاسترجاع المتعمد، مما يشير إلى أن إحدى وظائف هذه المنطقة قد تتمثل في مواءمة التذكر للمساعدة في تحقيق الأهداف السلوكية الحالية. ومع ذلك، لا يزال غير واضح ما إذا كانت هذه العملية تتم دون وعي من قبل الدماغ. عند التعامل مع مهام التعرف على الكلمات اللاإرادية، النشاط في مجالات مثل التلفيف الأمامي السفلي الأيسر، تم تورط التلفيف الصدغي الأيسر العلوي والحصين الأيسر والقشرة القذالية اليمنى العلوية. ومع ذلك، لا تزال المناطق والهياكل المرتبطة بشكل فريد بالذاكرة غير الطوعية غير واضحة وهناك حاجة إلى مزيد من البحث لفهم الأساس المعرفي والعصبي لظاهرة الذاكرة هذه.

### الدراسة الثانية
وجد أن الفص الصدغي الإنسي ، والتلفيف الحزامي الخلفي ، والطلاء ، يتم تنشيطها أثناء نجاح الاسترجاع مع أو بدون التحكم التنفيذي الذي يُرى داخل القشرة الأمامية الظهرية اليمنى. هذا يعني أن الذكريات اللاإرادية يتم استرجاعها بنجاح باستخدام نفس نظام الذاكرة الاختيارية عند استرجاع المعلومات الإدراكية. هذا مهم لأنه يشير إلى أن الاسترجاع الطوعي وغير الطوعي لا يتم التوسط فيه إلى حد كبير من خلال شبكات قشرية منفصلة ، مما يثير أسئلة للبحث في المستقبل حول ما يميز المكونين الفرعيين للذاكرة ، إن لم يكن المسارات المعرفية ومناطق تنشيط الدماغ. علاوة على ذلك ، يمكن استكشاف ما إذا كانت أوجه التشابه هذه في الآلية المعرفية تعكس الخصائص والتأثيرات المشتركة للذكريات المسترجعة نفسها ، بغض النظر عن نية الاسترجاع. في هذه الدراسة بالذات ، ارتبط كل من الاستدعاء الارادي واللاإرادي بزيادة التنشيط في التلفيف الحزامي الخلفي ، والتلفيف المجاور للحصين الأيمن. بالإضافة إلى ذلك ، كانت قشرة الفص الجبهي الظهراني الأيمن ، والقشرة الأمامية اليسرى أكثر نشاطًا أثناء الاستدعاء الطوعي ، بينما كانت قشرة الفص الجبهي الظهرية اليسرى أكثر نشاطًا أثناء الاستدعاء اللاإرادي. يُقترح أن التنشيط الذي شوهد في قشرة الفص الجبهي الظهرية اليسرى أثناء استدعاء الذاكرة اللاإرادية يعكس محاولة منع المواد التي تم جمعها من التدخل في مهمة الحكم الدلالية.

## الآثار المترتبة على مرضى الخرف
تشير الأبحاث الإضافية حول الطبيعة التلقائية  للاسترجاع اللاإرادي إلى أنها قد لا تتطلب إدخال ذاكرة عاملة. وبالتالي، يفترض أحد التقارير أن مرضى الخرف ربما لا يزال لديهم ذكريات سيرة ذاتية ثمينة لا يمكن الوصول إليها حتى «تطلقها المحفزات المناسبة»، مما يحث على إمكانية تدريب مقدمي الرعاية على إعادة تنشيط هذه الذكريات لاستنباط تأثيرات عاطفية إيجابية والحفاظ على قصص حياة المرضى والشعور بالهوية. هناك حاجة إلى مزيد من البحث التجريبي، ولكن هذه البصيرة تبدأ مسارًا واعدًا في تحسين رعاية الخرف.

## التاريخ
هيرمان إبنجهاوس
ولد هيرمان ابنغهاوس في مدينة بريمن بألمانيا عام 1850 ، ويُعرف بأنه أول من طبق مبادئ علم النفس التجريبي لدراسة الذاكرة. وهو معروف بشكل خاص بتقديمه وتطبيقه لمقاطع الهراء في دراسة الذاكرة، والتي دفعته دراستها إلى اكتشاف منحنى النسيان وتأثير التباعد، دراستان كإنو من أكثر ما ساهم في شهرة في هذا المجال. كان ابنغهاوس أيضًا أول من حاول وصف الذاكرة اللاإرادية، مشيرًا إلى أنه "في كثير من الأحيان، حتى بعد سنوات، تعود الحالات العقلية التي كانت موجودة في الوعي إليها بعفوية واضحة وبدون أي فعل إرادي؛ أي يتم إعادة إنتاجها بشكل لا إرادي". يواصل ليشرح أن هذه الحالات العقلية كانت ذات يوم من ذوي الخبرة، مما يجعل، بحكم التعريف، ظهورها التلقائي المستقبلي في الوعي للتذكر ، على الرغم من أننا قد لا نكون دائمًا على وعي بالمكان الذي اختبرنا فيه أو كيف اختبرنا هذه المعلومات في المرة الأولى. قدم ابنغهاوس أيضًا ملاحظة رئيسية بأن الاستنساخ غير الطوعي ليس عشوائيا أو صدفة؛ بدلاً من ذلك، "يتم تحقيقها من خلال أداة الصور الذهنية الأخرى الموجودة على الفور" ، بموجب قوانين تكوين الجمعيات. هذا يعكس التطابق مع نظرية ماسي ولينتون للذكريات اللاإرادية كمنتجات ثانوية لذكريات أخرى، كما تمت مناقشته أعلاه.

### مارسيل بروست- ذاكرة بروستيان

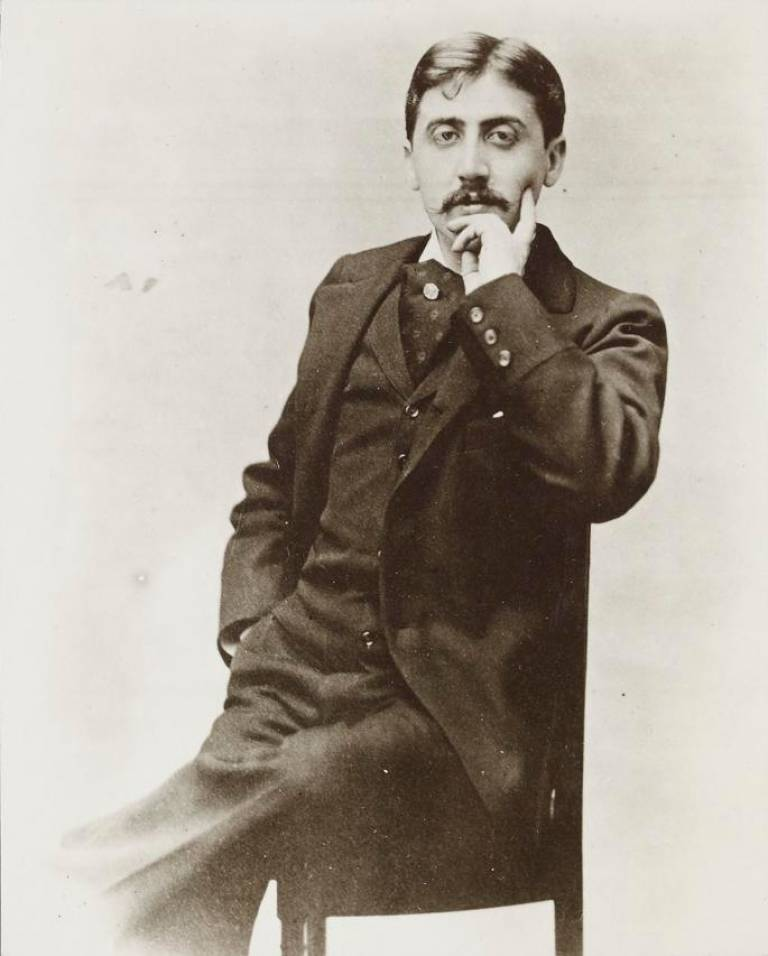
مارسيل بروست

كان مارسيل بروست أول شخص صاغ مصطلح الذاكرة اللاإرادية في روايته À la recherche du temps perdu (بحثًا عن الزمن المفقود) . لم يكن لدى بروست أي خلفية نفسية وعمل في المقام الأول ككاتب.
نظر بروست إلى الذاكرة اللاإرادية على أنها تحتوي على «جوهر الماضي»، مدعيا أنها تفتقر إلى الذاكرة الطوعية. عندما يأكل بطل رواية بروست كعكة مادلين المبللة بالشاي، تعود إليه ذكرى طفولته المنسية منذ فترة طويلة عن عندما كان يتناول كعكة مادلين المبللة بالشاي مع عمته. من هذه الذكرى، ينتقل بعد ذلك إلى تذكر منزل الطفولة الذي كان فيه، وحتى المدينة نفسها. يصبح هذا موضوعًا طوال (بحثًا عن الزمن المفقود)، و مع هذه الأحاسيس التي تذكّر الراوي بالتجارب السابقة. أطلق بروست على هذه «الذكريات اللاإرادية».

## آثار العمر

### تطوير
بينما يلعب العمر دورًا في قدرات الذاكرة، فقد وجد أن الاستراتيجيات العامة المستخدمة لتشفير (تذكر) الذكريات أكثر أهمية. أولئك الذين هم أفضل في حفظ المعلومات هم أكثر عرضة لذكريات لا إرادية.
في الأطفال الأصغر سنًا (الذين تبلغ أعمارهم 10 أعوام وما دون)، وُجد أيضًا أن إحداث ذاكرة لا إرادية أثناء الاختبار ينتج نتائج أفضل بكثير من استخدام الذاكرة الإرادية. يمكن تحقيق ذلك من خلال طرح سؤال أو جملة غامضة وذات صلة معتدلة قبل سؤال الاختبار الفعلي. عند الأطفال الأكبر سنًا (الذين تبلغ أعمارهم 14 عامًا وما فوق)، فإن العكس صحيح، حيث تؤدي الذاكرة الطوعية تمامًا إلى نتائج اختبار أفضل.

### نتوء ذكريات
نتوء الذكريات هو الظاهرة التي يتم فيها تذكر الذكريات التي تكونت خلال فترة المراهقة والبلوغ المبكر أكثر من ذكريات فترات أخرى من الحياة. هذا يرجع إلى تكوين الهوية الذاتية  أو تطور القدرات المعرفية عبر مدى الحياة. لقد وجد أن هذا صحيح لكل من الذكريات الطوعية واللاإرادية. تم العثور على اختلاف العمر في كمية الذكريات التي تم استرجاعها، ولكن لم يتم العثور على فروق عمرية في خصوصية الذكريات اللاإرادية.

## دور العاطفة

### شدة العاطفة
تلعب العاطفة دورًا قويًا فيما يتعلق بالذاكرة. لقد وجد أن الذكريات المرتبطة بمشاعر أقوى (مثل: السعادة في حفل زفافك) يسهل تذكرها واستعادتها بسرعة،  كما هي تلك التي تتشكل خلال لحظات التوتر الشديد. وينطبق الشيء نفسه على الذكريات اللاإرادية، حيث تحدث الذكريات السعيدة اللاإرادية ضعف مرات حدوث الذكريات غير السعيدة أو المحايدة اللاإرادية.

## في الاضطرابات السريرية

### اضطراب ما بعد الصدمة
غالبًا ما يصف الأشخاص الذين كانوا ضحايا نوع من الصدمات ذكريات حية تتطفل على أفكارهم تلقائيًا ودون سابق إنذار. مثل هذه التدخلات العقلية، إذا تم الحفاظ عليها بمرور الوقت، تشكل السمة المميزة لاضطراب ما بعد الصدمة (PTSD) .
يُعرِّف الدليل التشخيصي والإحصائي للاضطرابات النفسية (DSM-IV) الصدمة على أنها حدث يتعرض فيه شخص ما، أو يشهد إصابة جسيمة له أو للآخرين أو تهديدًا لسلامته. يجب أن يكون الشخص قد استجاب أيضًا بالخوف أو اليأس أو الرعب في وقت الصدمة. تشمل العواقب النفسية الرئيسية لذلك إعادة تجربة الحدث الصادم (من خلال الأفكار والصور بشكل اقتحامي)، وتجنب المحفزات المرتبطة بالصدمات، وزيادة مستويات الإثارة.
عندما يتعلق الأمر بالذاكرة اللاإرادية، فإن الباحثين مهتمون بشكل أساسي بمفهوم هذه التدخلات المرتبطة بالصدمات، والتي تضمنت بشكل عام شكلًا من أشكال إعادة تجربة الحدث، بما في ذلك المكون الحسي (على سبيل المثال، الصور بأي طريقة سواء كانت بصرية أو سمعية إلخ. .). هذه الاقتحامات، التي يطلق عليها غالبًا «ذكريات الماضي»، تجعل الضحية تشعر كما لو أنها تخفف الصدمة، وتسبب مستويات عالية من الإثارة العاطفية والشعور بالتهديد الوشيك. عادةً ما تكون أجزاءً من الحدث الصادم الأكثر بروزًا في ذلك الوقت، والمعروفة باسم «النقاط الساخنة» ولها ميزة محددة أنها تسبب مستويات عالية من الاضطراب العاطفي، وقد يكون من الصعب تذكرها بشكل متعمد. على الرغم من أن هذه هي السمة المميزة لاضطراب ما بعد الصدمة، إلا أن الذكريات المتطفلة غالبًا ما تصادف في الاضطرابات القائمة على القلق والاضطرابات الذهانية وحتى بين عامة السكان. بغض النظر عن السياق الذي تتم مواجهته فيه، تميل التدخلات إلى أن يكون لها نفس الميزة المركزية؛ أنه يتم استدعاء المعلومات المخزنة بشكل لا إرادي. يُعتقد أن التدخلات تنشأ عندما يواجه الفرد محفزات مشابهة للمنبهات التي تمت معالجتها وتخزينها أثناء الصدمة، وبالتالي تحفيز الذاكرة في العقل الواعي. والمثال الشائع هو أن الشخص الذي كان ضحية حادث سيارة، عند سماعه صرير الإطارات، يختبر الفلاش باك لتصادمه، كما لو كان قد عاد إلى الحدث الأصلي.

### ذهان
الأحداث المجهدة والصدمة، والتي قد تظهر كذكريات لا إرادية تسمى ذكريات الماضي ، قد تؤدي إلى مجموعة واسعة من الاضطرابات النفسية والذهانية. الرهاب الاجتماعي،  الاضطراب الثنائي القطب،  الاكتئاب،  والخوف من الأماكن المكشوفة،  أمثلة قليلة من الاضطرابات التي لديها تأثيرات من ذكريات الماضي.
يُعرَّف الذهان على أنه مجموعة من العروض التقديمية الإدراكية، مع الأعراض المرتبطة بها كثيرًا ما يشار إليها على أنها إما إيجابية أو سلبية . الأعراض الإيجابية كالتوهم، وقد تشمل الهلوسة، في حين تتميز الأعراض السلبية بـ «نقص» الأداء الوظيفي، والذي قد يشمل قلة التأثير (الشعور العاطفي) وفقدان الدافع. وجدت إحدى الدراسات أن هناك انتشارًا كبيرًا للصدمات في المرضى الذين يعانون من مرض عقلي حاد. ومع ذلك، تم تشخيص نسبة صغيرة فقط من اضطراب ما بعد الصدمة عند ظهور أعراض تشبه اضطراب ما بعد الصدمة. لذلك، فإن الأعراض الأكثر تعقيدًا للذهان قد تمنع الكشف السريري المطلوب عند تشخيص اضطراب ما بعد الصدمة. بالإضافة إلى ذلك، فإن أولئك الذين تم تشخيصهم باضطراب ما بعد الصدمة ولديهم شكل محدد من الصدمات يظهرون أعراضًا إيجابية للذهان مثل الأوهام و / أو الهلوسة. أخيرًا، تم اقتراح أن الأفراد الذين يعانون من الذهان قد يكونون أكثر عرضة للتدخل.